# Maria Mena
Maria Viktoria Mena (ur. 19 lutego 1986 w Oslo) – norweska piosenkarka pop.

## Życiorys
Maria Mena urodziła się w artystycznej rodzinie. Matka artystki, rodowita Norweżka, pisuje sztuki teatralne. Ojciec, perkusista pochodzenia nikaraguańskiego lecz wychowany w Nowym Jorku, grywał w kilku zespołach w Oslo, co w dużym stopniu ukierunkowało artystkę w stronę muzyki. Gdy miała 9 lat, jej rodzice się rozwiedli, w rezultacie czego Maria cierpiała z powodu depresji oraz zaburzeń odżywiania. Zarówno ona, jak i jej brat Tony otrzymali imiona po postaciach z musicalu "West Side Story" autorstwa Leonarda Bernsteina.
W wieku 13 lat Mena zamieszkała z ojcem. W tym okresie pisanie tekstów oraz śpiewanie traktowała przede wszystkim jako formę terapii. Nie wszystkie teksty jej autorstwa stały się piosenkami, jak miało to miejsce w wypadku utworu "My Lullaby", opisującego przeżycia i ból związane z rozwodem rodziców. Z pomocą ojca, wykorzystującego swoje kontakty w przemyśle muzycznym, stworzyła nagranie demo, które następnie zostało zaprezentowane kilku wytwórniom płytowym. Ostatecznie podpisała kontrakt z Sony Music.
W roku 2002 wydała w Norwegii swój debiutancki singel "Fragile (Free)", jednakże nie odniósł on sukcesów. Utwór "My Lullaby" został opublikowany jako drugi i błyskawicznie wskoczył na piąte miejsce na Norweskiej Liście Przebojów. Stał się bardzo popularny i często emitowany w Norweskim radiu i telewizji, w wyniku czego młoda piosenkarka szybko pozyskała fanów a także zdobyła swoją pierwszą platynową płytę. Po tym sukcesie wydała w Norwegii debiutancki album "Another Phase", który osiągnął szóste miejsce w norweskich rankingach.
20 Lipca 2004 roku Mena pojawiła się w amerykańskim programie telewizyjnym "The Late Show with David Letterman", gdzie zaprezentowała swój pierwszy międzynarodowy album "White Turns Blue", osiągający po tygodniu od debiutu pierwsze miejsce na liście "Top Heatseekers" magazynu muzycznego "Billboard", a w zestawieniu "Billboard 200" miejsce 102. Wskoczyła na międzynarodowe listy przebojów z piosenką "You're the Only One". Była to jej jedyna piosenka, jakiej udało się zaistnieć na amerykańskiej liście Billboardu "Top 40 Mainstream" - notowana na 25. pozycji. Ten sam utwór uzyskał 30. miejsce na liście "Dutch Top 40" oraz 19. w duńskim zestawieniu "Mega Single Top 100". W międzyczasie opublikowała w Norwegii swój drugi album "Mellow", który wprawdzie nie powtórzył sukcesu debiutu z 2002 roku, ale i tak osiągnął 7. miejsce na norweskich listach. Drugim singlem z obu albumów był utwór "Just a Little Bit", który okazał się komercyjną klapą.
W roku 2005 w Norwegii oraz kilku innych krajach europejskich ukazał się album "Apparently Unaffected". Jego opublikowanie poprzedziła emisja singli "Miss You Love" i "Just Hold Me". Album odniósł znaczący sukces w Norwegii, otrzymał trzy nominacje do Spellemannprisen (norweski odpowiednik Grammy) w kategoriach najlepsza artystka, najlepszy przebój oraz najlepszy teledysk. W Holandii album ukazał się w czerwcu 2006 i zadebiutował na listach na pozycji 82., żeby po 27 tygodniach osiągnąć szczytowe 11. miejsce. Pierwszym międzynarodowym singlem artystki był utwór "All This Time", który został opublikowany we wrześniu 2008. Między innymi jego sukcesowi Mena zawdzięcza otrzymanie w 2008 roku nagrody Spellemannprisen w kategorii najlepszej artystki.
W 2010 r. Maria napisała piosenkę "Home for Christmas" do filmu "Hjem til Jul".
27 maja 2011 r. ukazał się najnowszy singiel artystki zatytułowany "This Too Shall Pass", zwiastujący jej nowy album "Viktoria", którego wydanie planowane jest na jesień 2011 r.
Maria wzięła udział w niemieckiej części imprezy Live Earth, która miała miejsce 7 lipca 2007 w Hamburgu. 29 maja 2009 Maria Mena była jedną z gwiazd odbywającego się w Bydgoszczy Smooth Festivalu.
Singiel Meny miał swoją premierę w połowie czerwca 2008 w norweskim radiu. Był to pierwszy singel z albumu Cause and Effect. Pierwszym międzynarodowym singlem było "All This Time". Krążek Cause and Effect zapewnił jej nagrodę Spellemannprisen dla Najlepszej Artystki Pop.
Piosenka Meny pojawiła się w trzecim sezonie amerykańskiej edycji So You Think You Can Dance, a jej "What's Another Day" zagościło w czwartej serii tego samego programu. Utwór "Where Were You" pojawił się natomiast w szóstej edycji polskiej wersji show.

## Dyskografia
| Another Phase               | - Data: 2002 - Wydawca: Columbia Records                | 6 | —  | —  | —  | —  | - NOR: złota płyta |
| Mellow                      | - Data: 1 marca 2004 - Wydawca: Columbia Records        | 7 | —  | —  | —  | —  | - NOR: złota płyta |
| White Turns Blue            | - Data: 2004 - Wydawca: Columbia Records                | — | —  | —  | —  | —  |                    |
| Apparently Unaffected       | - Data: 14 listopada 2005 - Wydawca: Columbia Records   | 6 | 11 | 56 | 40 | 22 |                    |
| Cause and Effect            | - Data: 13 stycznia 2008 - Wydawca: Columbia Records    | 4 | 8  | 13 | 23 | 20 |                    |
| Viktoria                    | - Data: 23 września 2011 - Wydawca: Columbia Records    | 2 | 17 | 13 | 29 | 18 |                    |
| Weapon In Mind              | - Data: 23 września 2013 - Wydawca: Columbia Records    | 1 | 14 | 30 | —  | 59 |                    |
| Growing Pains               | - Data: 4 października 2015 - Wydawca: Columbia Records | 6 | 31 | 75 | —  | —  |                    |
| "—" album nie był notowany. |                                                         |   |    |    |    |    |                    |